# Михалёво (Бокситогорский район)
Михалёво — деревня в Ефимовском городском поселении Бокситогорского района Ленинградской области.

## История
МИХАЛЕВО — деревня Паньковского общества, прихода села Николы.  

Крестьянских дворов — 24. Строений — 32, в том числе жилых — 23.

Число жителей по семейным спискам 1879 г.: 61 м. п., 68 ж. п.; по приходским сведениям 1879 г.: 63 м. п., 72 ж. п.

В конце XIX — начале XX века деревня административно относилась к Деревской волости 5-го земского участка 3-го стана Тихвинского уезда Новгородской губернии.
В начале XX века близ деревни находился жальник.

МИХАЛЕВО — деревня Панькинского общества, число дворов — 40, число домов — 54, число жителей: 111 м. п., 111 ж. п.; занятие жителей: земледелие, отхожие промыслы. Ключ. Хлебозапасный магазин. (1910 год)

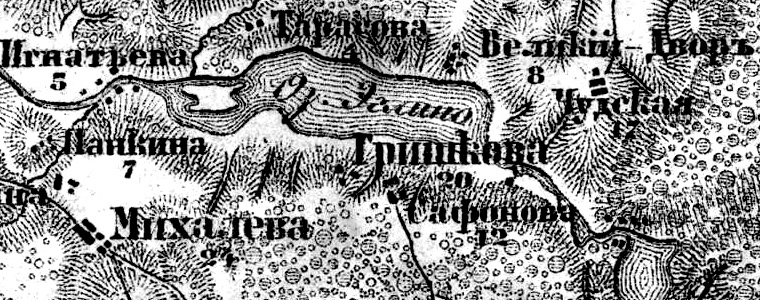
Деревня Михалёво на карте 1917 года

Согласно карте Новгородской губернии 1917 года деревня называлась Михалева и насчитывала 24 крестьянских двора.
С 1917 по 1918 год деревня входила в состав Деревской волости Тихвинского уезда Новгородской губернии.
С 1918 года, в составе Череповецкой губернии.
С 1924 года, в составе Пикалёвской волости.
С 1927 года, в составе Михалёвского сельсовета Ефимовского района.
По данным 1933 года деревня Михалёво являлась административным центром Михалёвского сельсовета Ефимовского района, в который входили 18 населённых пунктов: деревни Белоглазово, Великий Двор, Жалино, Игнатьево, Михалёво, Никола, Панькино, Пшеничино, Рогачёво, Романово, Сафоново, Старостино, Сумчино, Сухая Нива, Тарасово, Фишково, Чевакино, Чудская, общей численностью населения 1900 человек.
В 1940 году население деревни составляло 263 человека.
С 1965 года в составе  Бокситогорского района.
По данным 1966 года деревня Михалёво входила в состав Михалевского сельсовета Бокситогорского района, административным центром сельсовета была деревня Панькино.
По данным 1973 и 1990 годов деревня Михалёво входила в состав Ефимовского сельсовета Бокситогорского района.
В 1997 году в деревне Михалёво Ефимовской волости проживали 24 человека, в 2002 году — 15 человек (все русские).
В 2007 году в деревне Михалёво Ефимовского ГП проживали 12 человек, в 2010 году — 14, в 2015 году — 9, в 2016 году — 8 человек.

## География
Деревня расположена в центральной части района на автодороге 41К-285 (Сухая Нива — Михалёво).
Расстояние до административного центра поселения — 13 км.
Расстояние до ближайшей железнодорожной станции Ефимовская — 14 км. 
Деревня находится к юго-западу от озера Еглино, близ левого берега реки Тихвинка.

## Демография
| 1997 | 2002 | 2007 | 2010 | 2017 |
| ---- | ---- | ---- | ---- | ---- |
| 24   | ↘15  | ↘12  | ↗14  | ↘8   |